# لوثر جونسون
لوثر جونسون (بالإنجليزية: Luther Johnson)‏ هو مهندس أمريكي، ولد في 19 يوليو 1903، وتوفي في 12 أبريل 1978.